# Campeonato Paraguaio de Futebol de 2000
O Campeonato Paraguaio de Futebol de 2000 foi o nonagésimo torneio desta competição. Participaram dez equipes. O Club Presidente Hayes e o Resistencia Sport Club foram rebaixados. Os três primeiros colocados do torneio representariam o Paraguai na Copa Libertadores da América de 2001. O sistema de competição era um Apertura e Clausura, porém, com o vencedor do Apertura jogando a finalíssima com o vencedor do Clausura.
| Equipe                      | Cidade      | Departamento     | No ano anterior                                                      | Estádio                          | Capacidade | Títulos                                                 | Participações |
| --------------------------- | ----------- | ---------------- | -------------------------------------------------------------------- | -------------------------------- | ---------- | ------------------------------------------------------- | ------------- |
| Club Cerro Porteño          | Assunção    | Distrito Capital | Lugar                                                                | Estádio General Pablo Rojas      | 32.910     | 24 (último em 1996)                                     | 83            |
| Club Guaraní                | Assunção    | Distrito Capital | Vice Campeão                                                         | Estádio Rogelio Livieres         | 6.000      | 9 (1906,1907, 1921, 1923, 1949, 1964, 1967, 1969, 1984) | 89            |
| Club Olimpia                | Assunção    | Distrito Capital | Campeão                                                              | Estádio Manuel Ferreira          | 15.000     | 38 (último em 1999)                                     | 90            |
| Club Sportivo Luqueño       | Luque       | Central          | Lugar                                                                | Estádio Feliciano Cáceres        | 25.000     | 2 (1951,1953)                                           | 66            |
| Sol de América              | Villa Elisa | Central          | Lugar                                                                | Estádio Luis Alfonso Giagni      | 5.000      | 2 (1986, 1991)                                          | 84            |
| Club Atlético Colegiales    | Assunção    | Distrito Capital | Lugar                                                                | Estádio Luciano Zacarías         | 15.000     | 0 (não possui)                                          | 18            |
| Club Sportivo San Lorenzo   | San Lorenzo | Central          | Lugar                                                                | Estádio Cidade Universitária     | 3.000      | 0 (não possui)                                          | 27            |
| Club Cerro Corá             | Assunção    | Distrito Capital | Lugar                                                                | Estádio General Andrés Rodríguez | 6.000      | 0 (não possui)                                          | 9             |
| 12 de Octubre Football Club | Itauguá     | Central          | Lugar                                                                | Estádio Juan Canuto Pettengill   | 8.000      | 0 (não possui)                                          | 4             |
| Club Universal              | Encarnación | Itapúa           | Campeão do Campeonato Paraguaio de Futebol de 1999 - Segunda Divisão | Estádio Hugo Stroessner          | 4.000      | 0 (não possui)                                          | 1             |

## Premiação
| Campeonato Paraguaio 2000 Primeira Divisão |
| Assunção                                   |
| ------------------------------------------ |
| Club Olímpia Campeão (39º título)          |